# Saqiya
|  | No s'ha de confondre amb roda hidràulica o Sínia. |

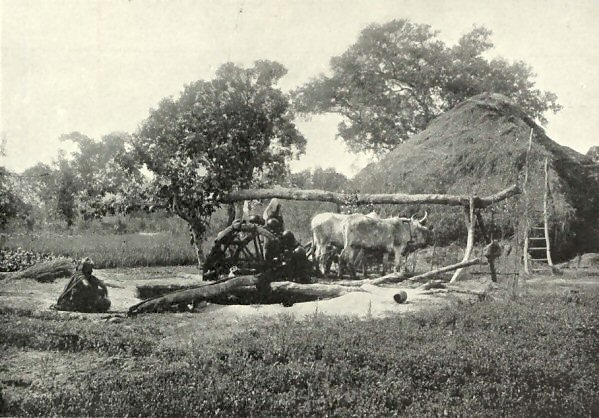
La "roda persa", c. 1905

Una sàqiya, alternativament sakieh (àrab: ساقية, sāqiya), també anomenada roda persa, tablia i, en llatí, tympanum és un dispositiu mecànic per extreure i elevar l'aigua per mitjà de galledes o pots fixats directament bé a una roda vertical, o a una cinta sense fi activada per aquesta roda. La roda vertical està suportada per un eix de transmissió a una roda horitzontal, el qual és tradicionalment posat en moviment amb tracció animal (bous, rucs, etc.) Atès que no està utilitzant l'energia hidràulica, la sàqiya és diferent a una sínia i qualsevol altre tipus roda d'aigua. És encara utilitzada a Índia, Egipte i altres parts d'Orient Mitjà, així com en la Península ibèrica i les Illes Balears. Pot haver estat inventada en l'Egipte hel·lenístic, a Pèrsia o Índia. La sàqiya s'utilitzava principalment per al reg, encara que no exclusivament, com a mostra l'exemple de Qussayr Amra, on s'utilitzava almenys en part per proporcionar aigua a la casa de banys reial. La saqiya de roda hidràulica més gran existent, fent servir la força motriu d'un curs d'aigua, fa 20 m d'alçada i està a la ciutat de Hama a Síria.

## Descripció: funcionament

### Amb galledes directament a la roda
La sàqiya és una gran roda buida, tradicionalment de fusta. Un dels seus tipus porta pots d'argila o galledes fixades directament al perímetre de la roda, la qual cosa limita la profunditat per a la presa d'aigua a menys de la meitat del seu diàmetre. La versió moderna normalment es fabrica en xapa galvanitzada i consta d'una sèrie de catúfols. El tipus modern aboca l'aigua des de prop de l'eix més que des de la part superior, al contrari que els tipus tradicionals. És un mètode de reg freqüentment oposat en diverses parts del subcontinent indi .
El diàmetre de la roda persa varia entre de dos i cinc metres. Encara que tradicionalment s'accionava amb animals de tir, cada vegada més sovint se'ls acobla un motor. Mentre les sàqiyes de tracció animal poden girar a 2–4 revolucions per minut, les motoritzades poden aconseguir les 8–15 rpm. Les versions modernes millorades són també conegudes com a zawaffa i jhallan.

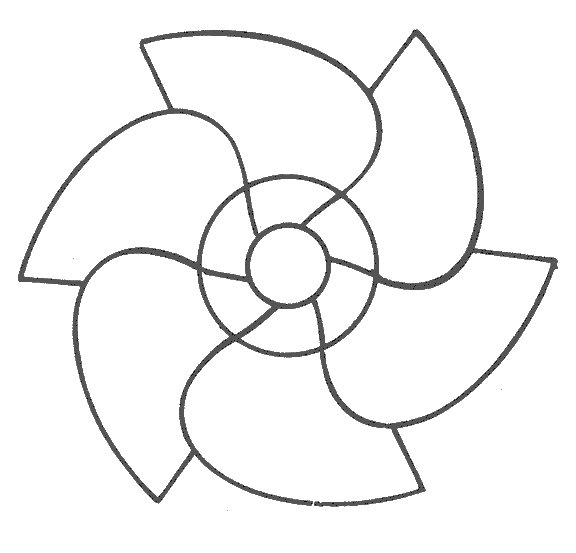
Esquema d'una sàqiya moderna ideal (model Fathi; dibuixat per FAO)

### Amb galledes fixades a una cinta sense fi
L'històric dispositiu d'Orient Mitjà conegut en àrab com sàqiya normalment tenia les seves galledes fixades a una cadena doble, creant el que es coneixia com a "garlanda de gerros". Això permetia extreure aigua de pous molt més profunds.
Una sàqiya de tracció animal pot treure aigua a 10–20 metres de profunditat, per tant considerablement més eficaç que un cigonyal o shadoof, com és conegut en àrab, que poden bombar aigua només des dels 3 metres.

## Sínia hidràulica
| [[:Image:\|So d'una noria]] |
| [[Fitxer:\|180px\|noicon]]  |
| So d'una noria'             |
|                             |

La sínia hidràulica o sínia de tipus assut (nom pres per sinècdoque de la presa que li subministra l'aigua -del àrab "as sad" barrera -), que cal no confondre amb la sínia de tracció animal, es tracta d'una roda hidràulica consistent en una gran roda amb aletes transversals que es col·loca parcialment submergida en un curs d'aigua, la qual imprimeix a la roda un moviment continu mitjançant l'acció sobre les seves aletes. L'esmentada roda, posseeix en el seu perímetre una filera de recipients (catúfols, catúfols, gatúfols), que en girar en moviment cíclic s'omplen d'aigua, l'eleven i la dipositen en un conducte associat a la sínia, que la distribueix al canal de regadiu o un altre tipus de dipòsit.
L'historiador britànic de tecnologia, MJT Lewis datar l'aparició de la roda hidràulica d'eix vertical a principis del tercer segle abans de Crist, i la d'eix horitzontal prop de l'any 240 a. C. També assenyala com a llocs d'invenció Mesopotàmia i Alexandria. Per això va prendre en compte evidència indirecta del treball de grec Apol·loni de Pèrgam. Per la seva banda, el geògraf grec Estrabó parla de l'existència d'una roda hidràulica abans del 71 a. C., al palau del rei Mitrídates VI de Ponto. Però la seva construcció exacta no pot deduir-se del text (XII, 3, 30 C 556). La primera descripció clara d'una roda hidràulica amb engranatges l'ofereix l'arquitecte romà Vitruvi, a finals del primer segle aC.
Cap a l'any 300 a. C., els romans van reemplaçar els compartiments de fusta amb catúfols terrissaires separats, lligats al marc extern de la roda, donant origen a la sínia (roda hidràulica especialitzada en pujar aigua). Les sínies de roda hidràulica poden elevar aigua a una mica menys de la seva alçada.

## Història

### Índia
La sàqiya, segons alguns, es va inventar a l'Índia, on es va trobar la referència més antiga, en el Panchatantra (c. Segle III aC), en el qual apareixia araghatta, la qual cosa és una combinació de les paraules ara (‘[roda] veloç’ o ‘radial’) i ghattam (‘pot’) en sànscrit. Aquell dispositiu s'utilitzava com una sàqiya, per extreure aigua d'un pou per mitjà de tir animal o humà, o per regar camps quan utilitzava l'energia hidràulica, situada en un corrent d'aigua o un gran canal de reg. En el últim cas, normalment parlem d'una sínia per oposició a una sàqiya.

### Egipte
Les rodes amb pales per extreure aigua havien aparegut en l'antic Egipte al segle iv aC. Segons John Peter Oleson, tant la roda compartimentada com la sínia hidràulica van aparèixer a Egipte al segle iv aC, i la sàqiya es va inventar allí un segle més tard. Això està fundat en troballes arqueològiques a El Faium, on s'han trobat les evidències més antigues d'una roda d'aigua, en forma de sàqiya, que data del segle iii aC. Un papir que es remunta al segle ii aC també trobat a El Faiyum esmenta una roda d'aigua utilitzada per a reg. Una pintura al fresc del segle ii localitzat a Alexandria descriu una sàqiya compartimentada, i els escrits de Cal·lixè de Rodes esmenten l'ús d'una sàqiya a l'Egipte ptolemaic durant el regnat de Ptolemeu IV Filopàtor a finals del segle iii aC.
Les primeres evidències mediterrànies d'una sàqiya apareixen en una pintura funerària de l'Egipte ptolemaic que data del segle ii aC. Mostra un parell de bous junyits tirant d'una roda compartimentada. El sistema de tracció de la sàqiya es mostra ja plenament desenvolupat fins al punt que «els dispositius egipcis moderns són pràcticament idèntics». Se suposa que els científics del Museion d'Alexandria, en el seu temps el centre de recerca grec més actiu, podrien haver estat implicats en la seva implementació. Un episodi de la Segona Guerra Civil romana, en el 48 aC, recull com els enemics de Cèsar usaren rodes impulsades per abocar aigua de mar des de llocs elevats sobre els romans atrapats.

### Regne islàmic medieval

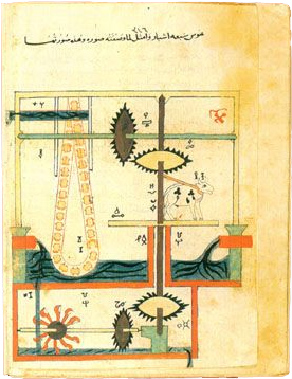
Saqiya avançada d'Al-Jazari, impulsada per tracció animal o hidràulica (1206).